# Pon tu pensamiento en mí
Pon tu pensamiento en mí és una pel·lícula en coproducció cubano-mexicana dirigida el 1996 per Arturo Sotto Díaz amb col·laboració de Mercedes Gaspar, sobre la base d'un guió escrit pel mateix Arturo Sotto i Juan Iglesias.

## Argument
El director pren com a pretext la figura de Jesucrist per qüestionar la manipulació, l'ús de la veritat i els complexos messiànics de les masses pel poder. Un actor sobre l'escenari fa miracles i el poble creu que és el nou Crist, tot i que ell ho nega. Com que el poble necessita creure en quelcom, a la seva mort medien l'acció i l'interès humà per convertir l'home mort en un mite.

## Repartiment
- Fernando Hechavarría
- Susana Pérez
- Luis Alberto García
- José Antonio Rodríguez
- Mónica Martínez
- Rolando Tarajano
- Michelin Calvert
- Rogelio Blaín
- Aramís Delgado
- Jorge Alí
- Carlos Acosta-Milian

## Premis i nominacions
Fou nominada al Goya a la millor pel·lícula estrangera de parla hispana
Va obtenir el premi a la millor música i a la millor direcció artística al Festival de Gramado.